# Compagnie des tramways de Paris et du département de la Seine

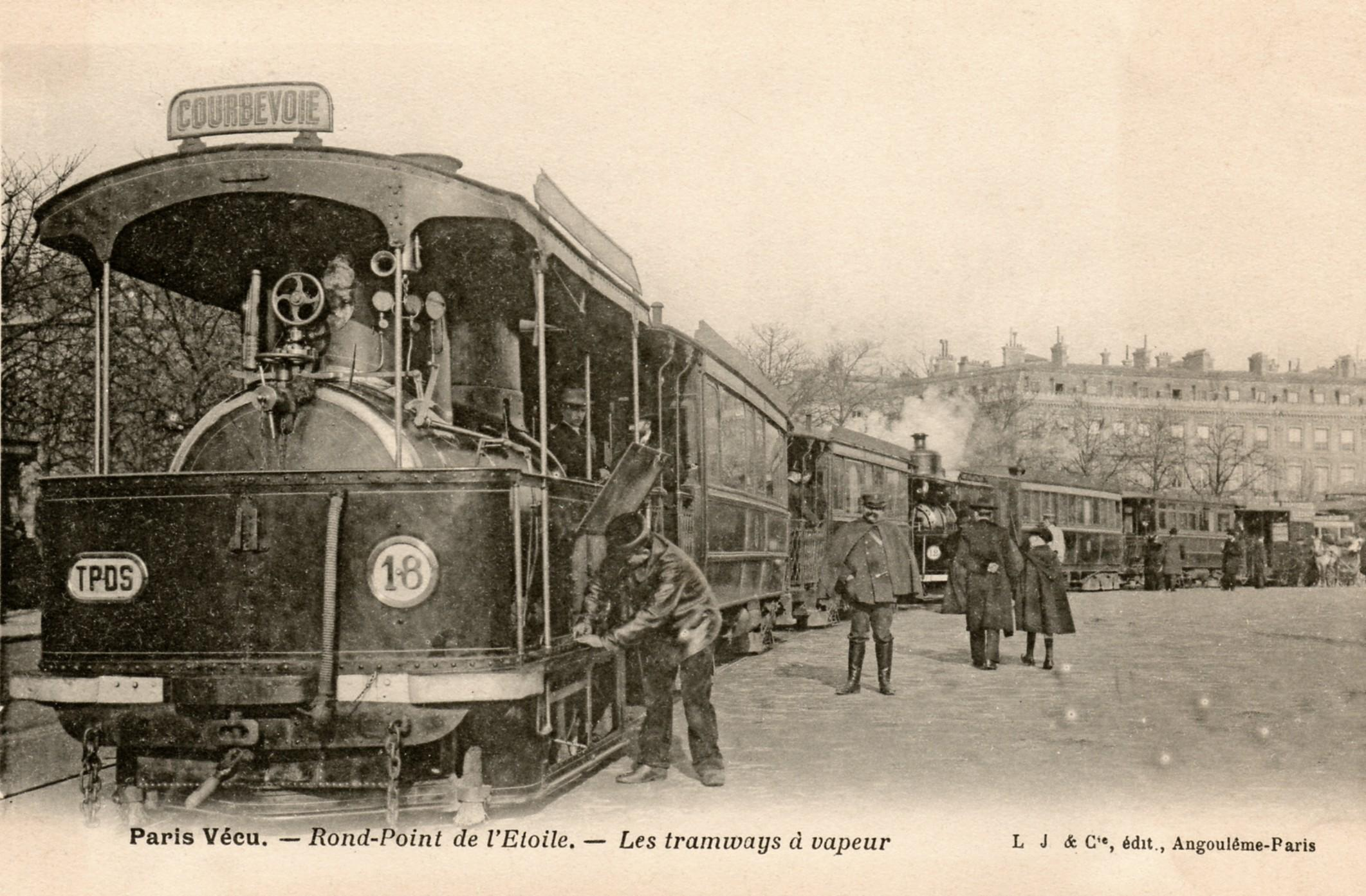
Locomotive sans foyer système Francq, place de l'Étoile à Paris à destination de Courbevoie et Saint-Germain-en-Laye, sur la ligne créée par le PSG.

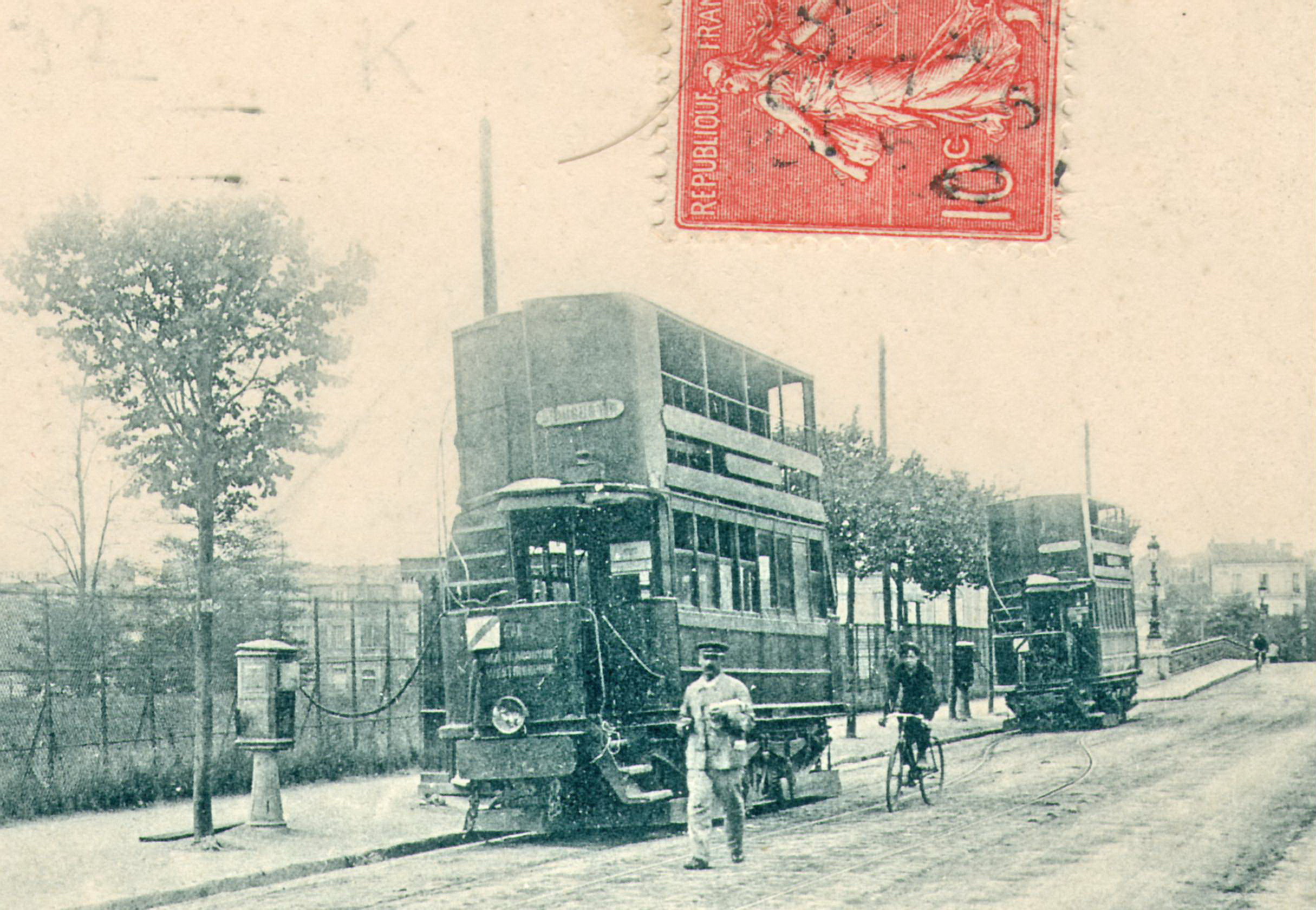
Tramway électrique à accumulateur, en cours de recharge au pont de Puteaux.

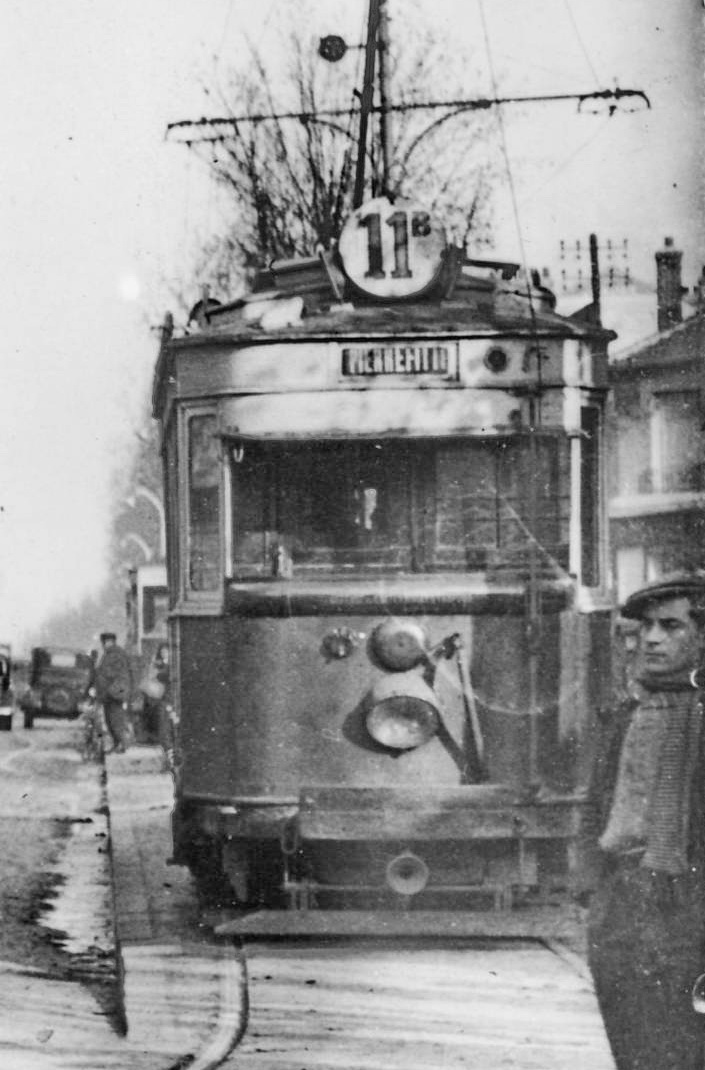
Motice type C des TPDS, exploitée après 1921 par la STCRP sur la ligne 11^{b}.
Les TPDS firent construire 187 voitures de ce type, sur trucks à essieux parallèles de 3.60 m d'empattement, longues de 14.14 m, capables de transporter 46 voyageurs dont 24 assis.

La Compagnie des tramways de Paris et du département de la Seine (TPDS) a été créée en 1887, pour exploiter les lignes situées au nord de Paris, dans l'ancien arrondissement de Saint-Denis du département de la Seine.
Elle se substitue le 30 septembre 1887 à la Compagnie des tramways nord de Paris, cette dernière ayant obtenu le 9 août 1873, la concession d'exploitation pour un réseau au nord de la capitale. Le siège social est situé 19 rue de Londres, à Paris.
Elle sera absorbée en 1921 par la Société des transports en commun de la région parisienne (STCRP).

## Histoire
La compagnie applique sur ses lignes la traction animale, excepté sur la ligne de Saint-Germain-en-Laye où la traction mécanique est utilisée, à l'aide de locomotives à vapeur sans foyer système Lamm et Francq. 
La traction électrique fait son apparition à partir de 1892, avec des véhicules munis d'accumulateurs électriques, puis par fil aérien.

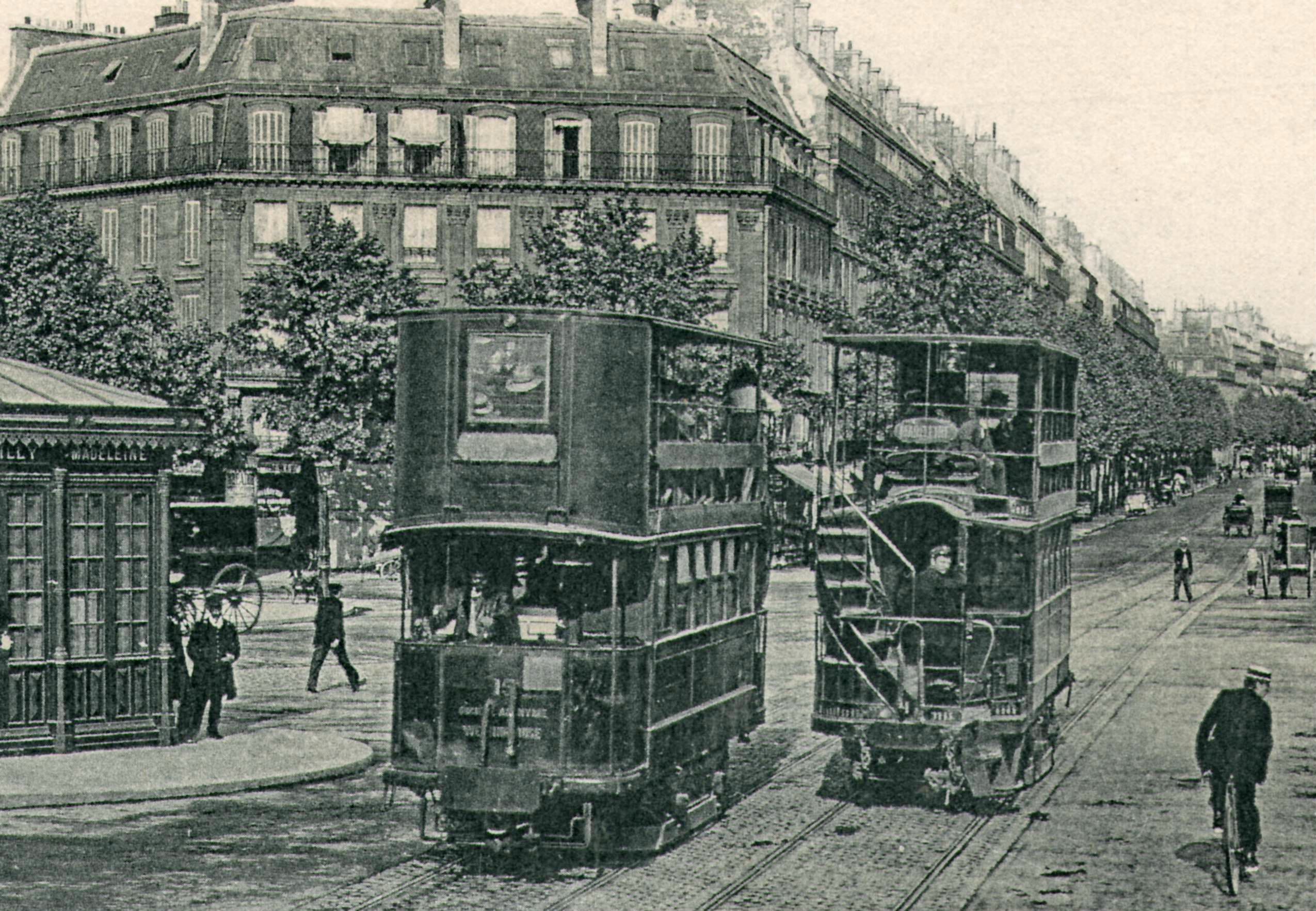
Automotrices électrique à accumulateurs, système Heilmann, de 1897, place Pereire.
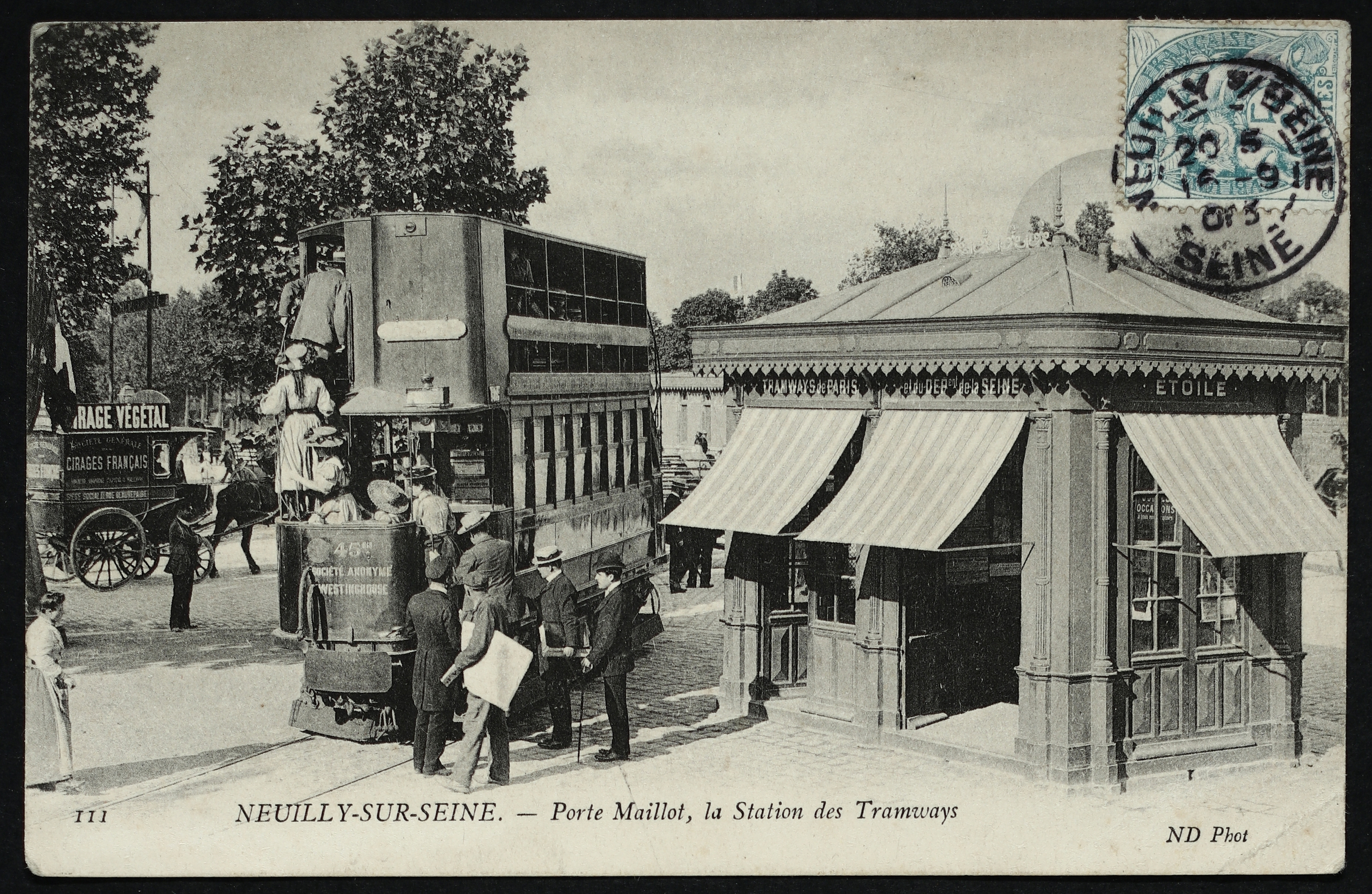
Automotrice électrique à accumulateurs à la station de la Porte Maillot.
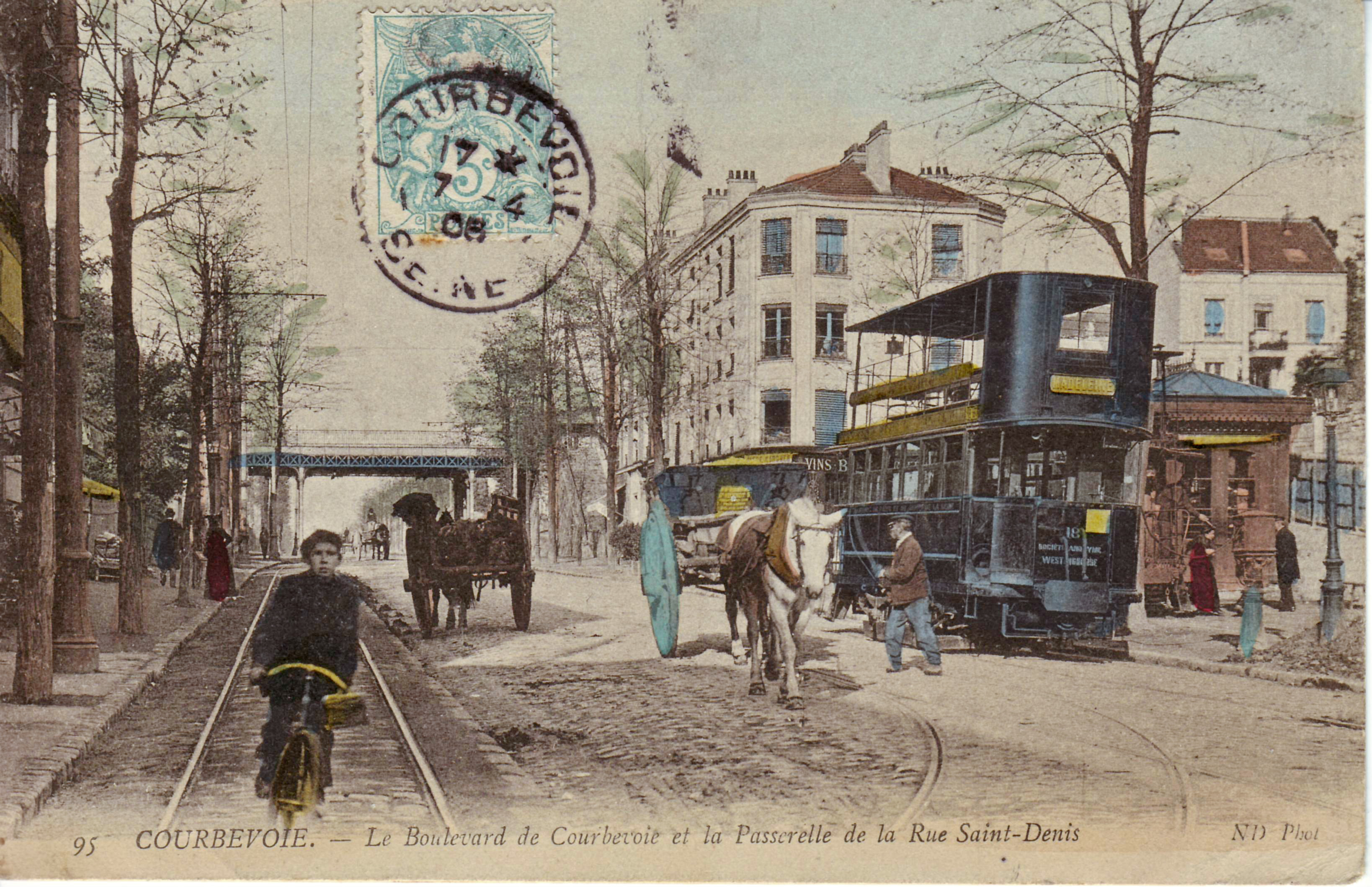
Autre motrice Heilmann, à Courbevoie.
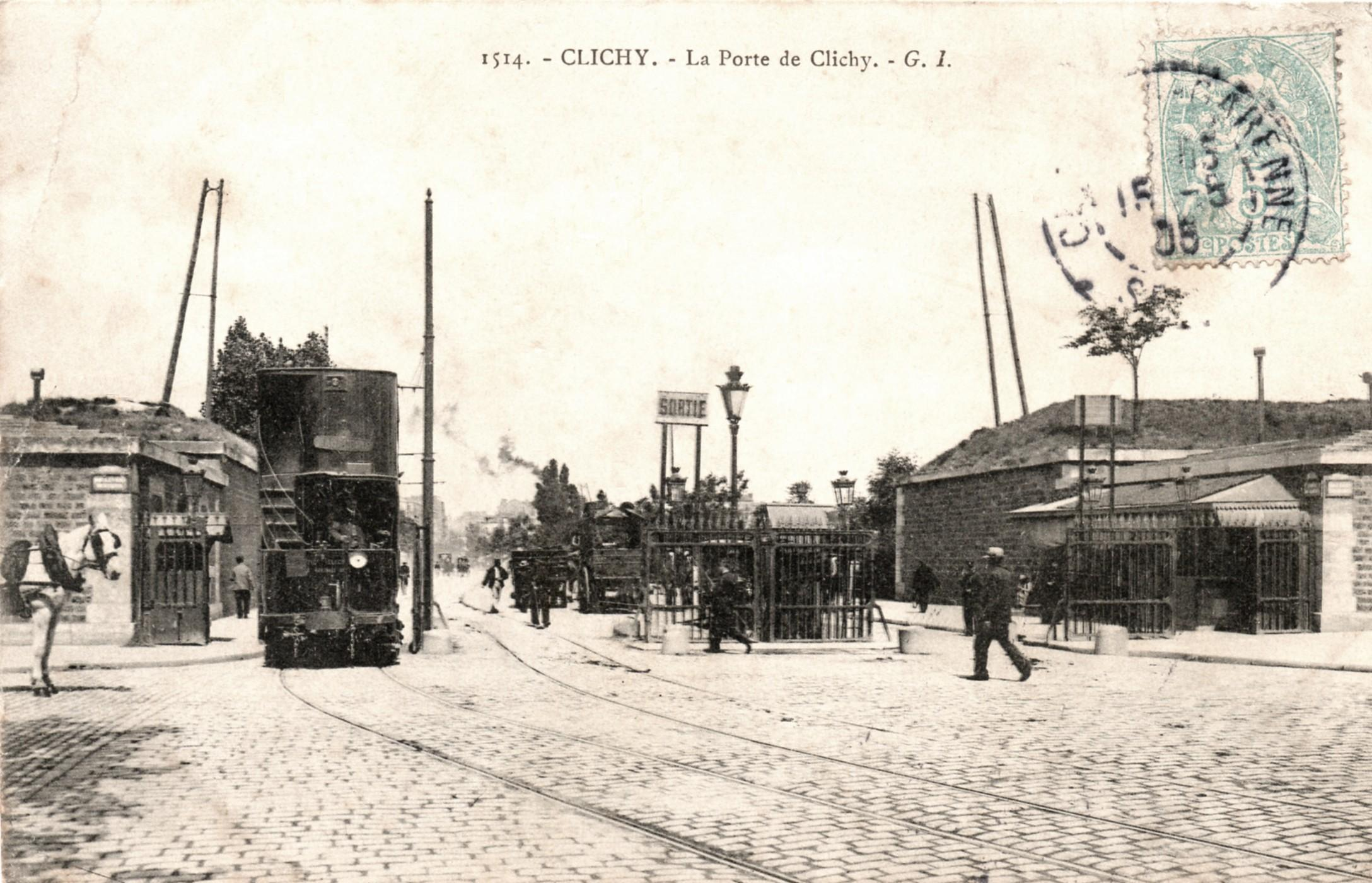
Clichy, Porte de Clichy, Tramway électrique, TPDS, 1904.
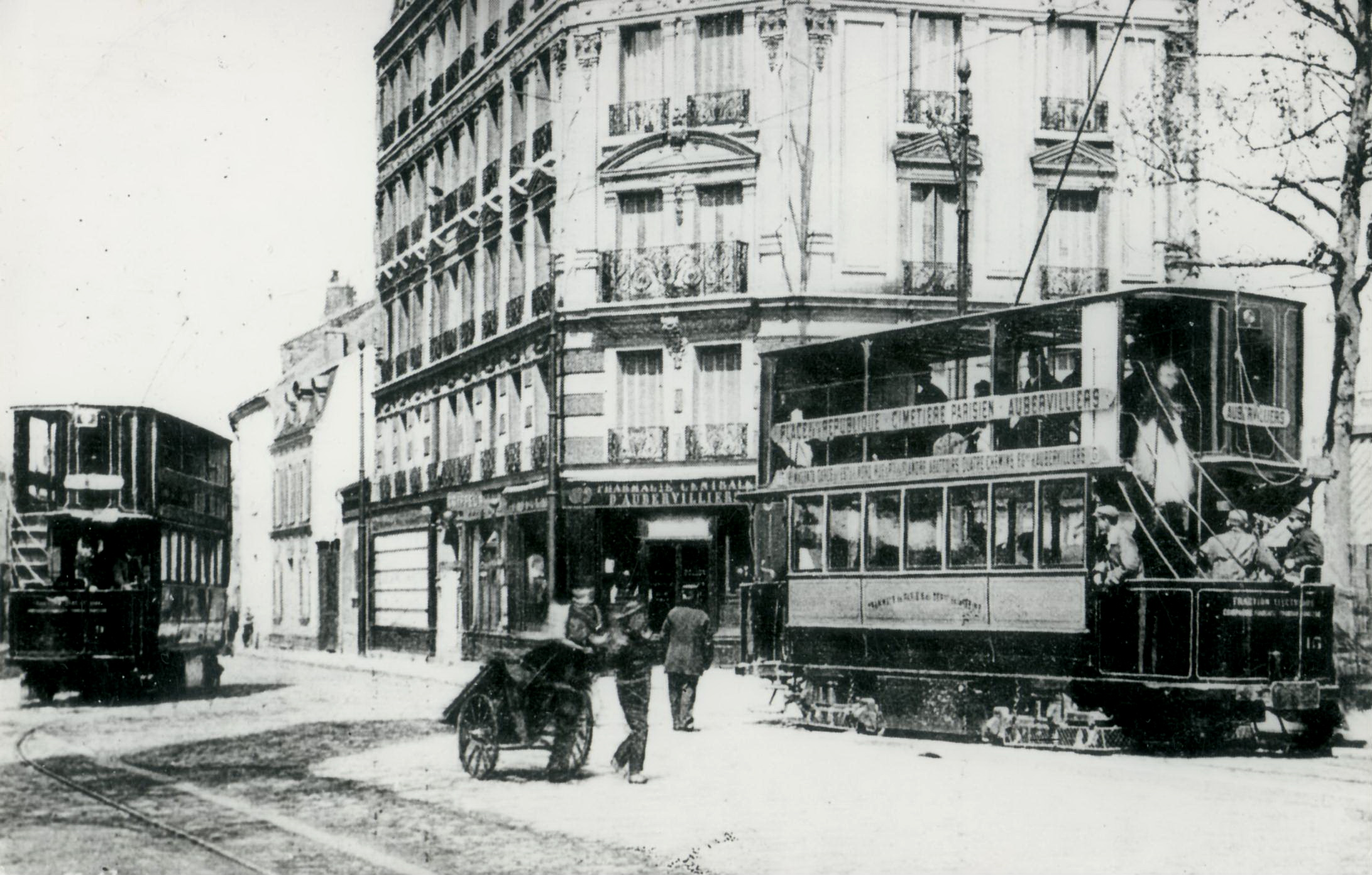
Une motrice à bogies et impériale, alimentée par perche.
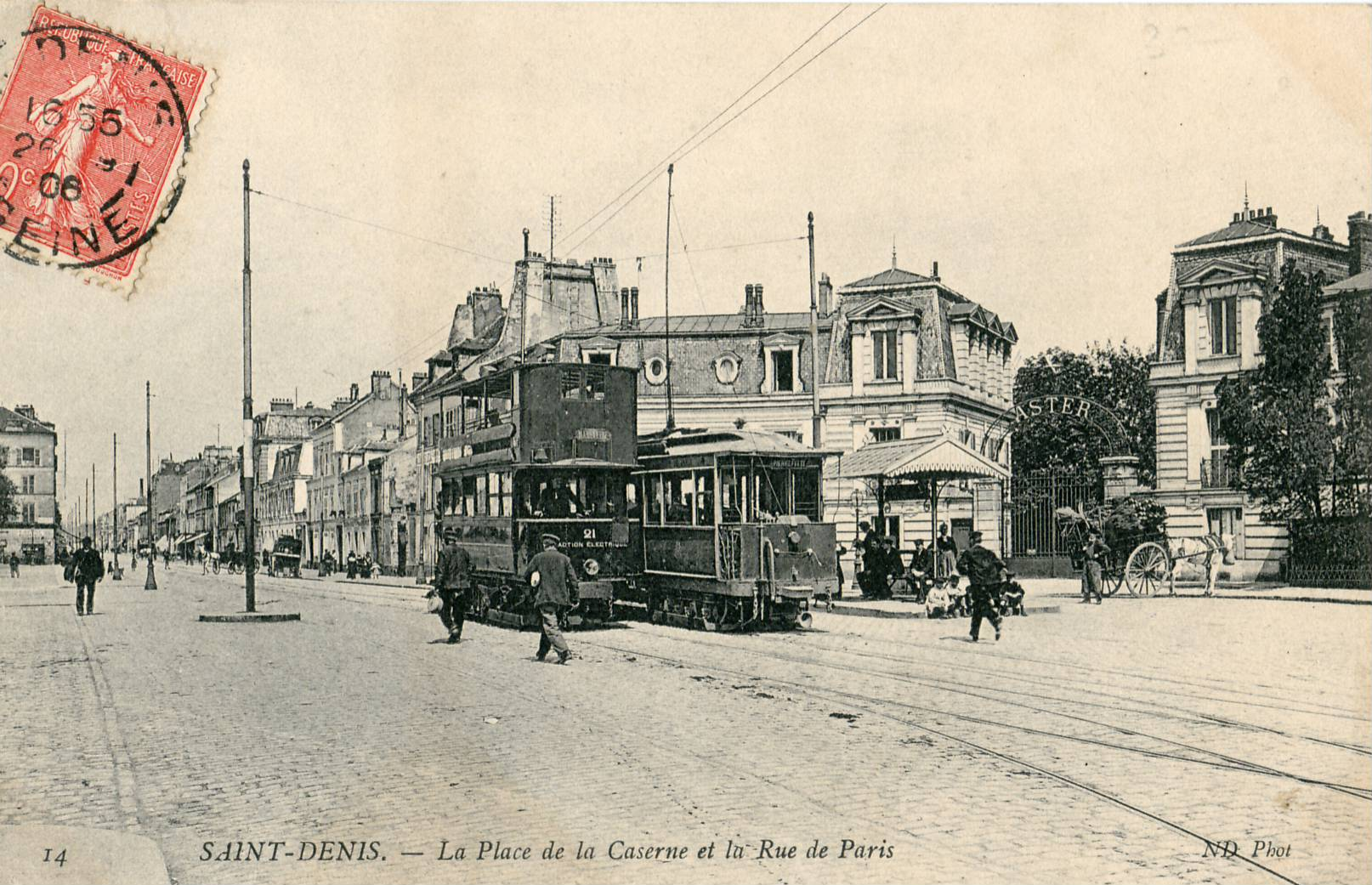
Automotrice de type Saint-Denis.
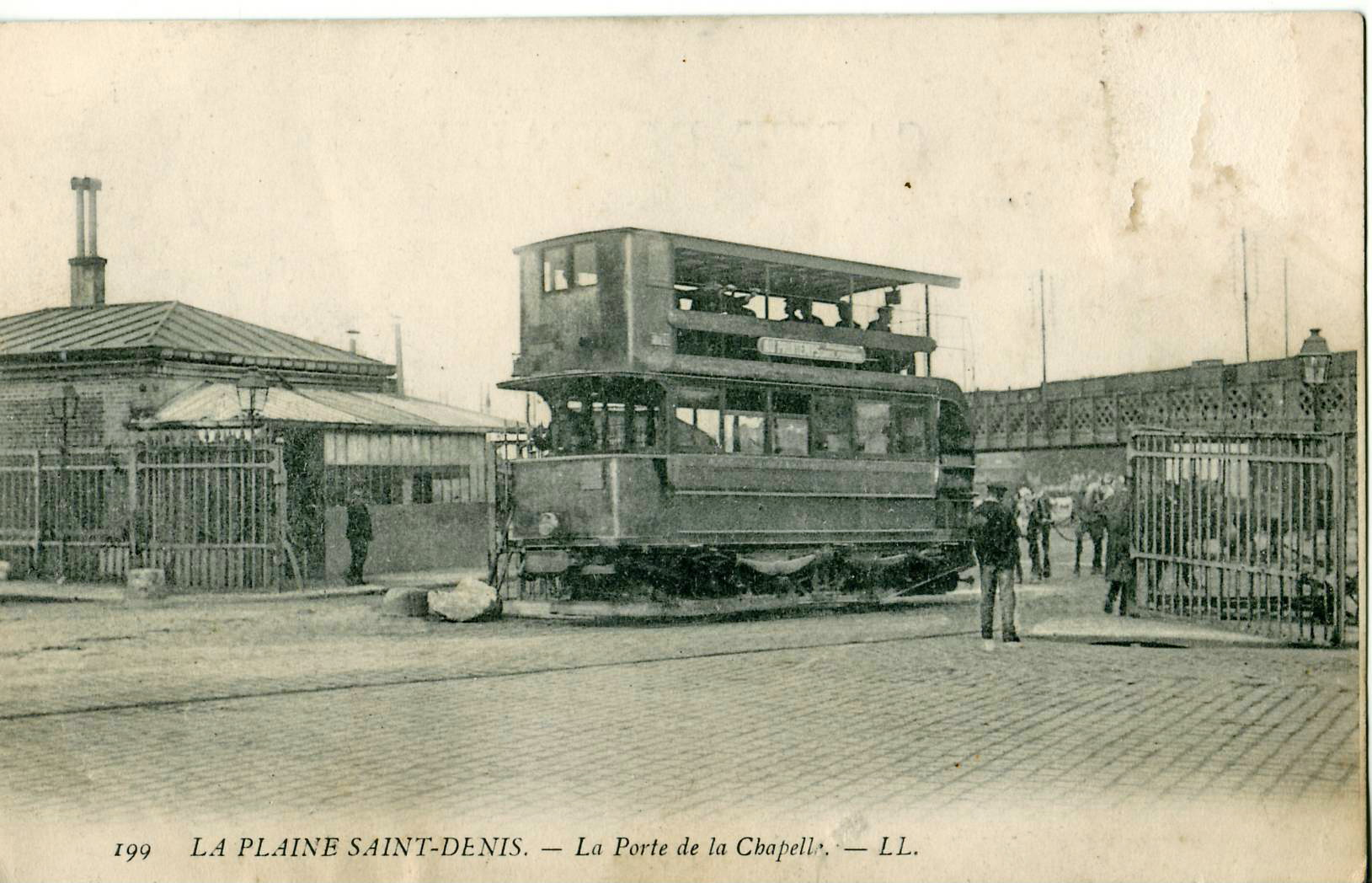
Automotrice à accumulateurs à la porte de la Chapelle.

En 1910, la compagnie TPDS absorbe :
- l'ancienne compagnie des Tramways mécaniques des environs de Paris (TMEP) ;
- le tramway de Paris à Saint-Germain (PSG) ;
- la Compagnie des tramways électriques du Nord-Parisien (NP) qui exploite une ligne de tramway entre Enghien et La Trinité, se poursuivant par le tramway d'Enghien à Montmorency.

En 1921 la compagnie TPDS disparaît, absorbée par la Société des transports en commun de la région parisienne (STCRP). Les lignes prennent alors les numéros 35 à 80.

## Lignes

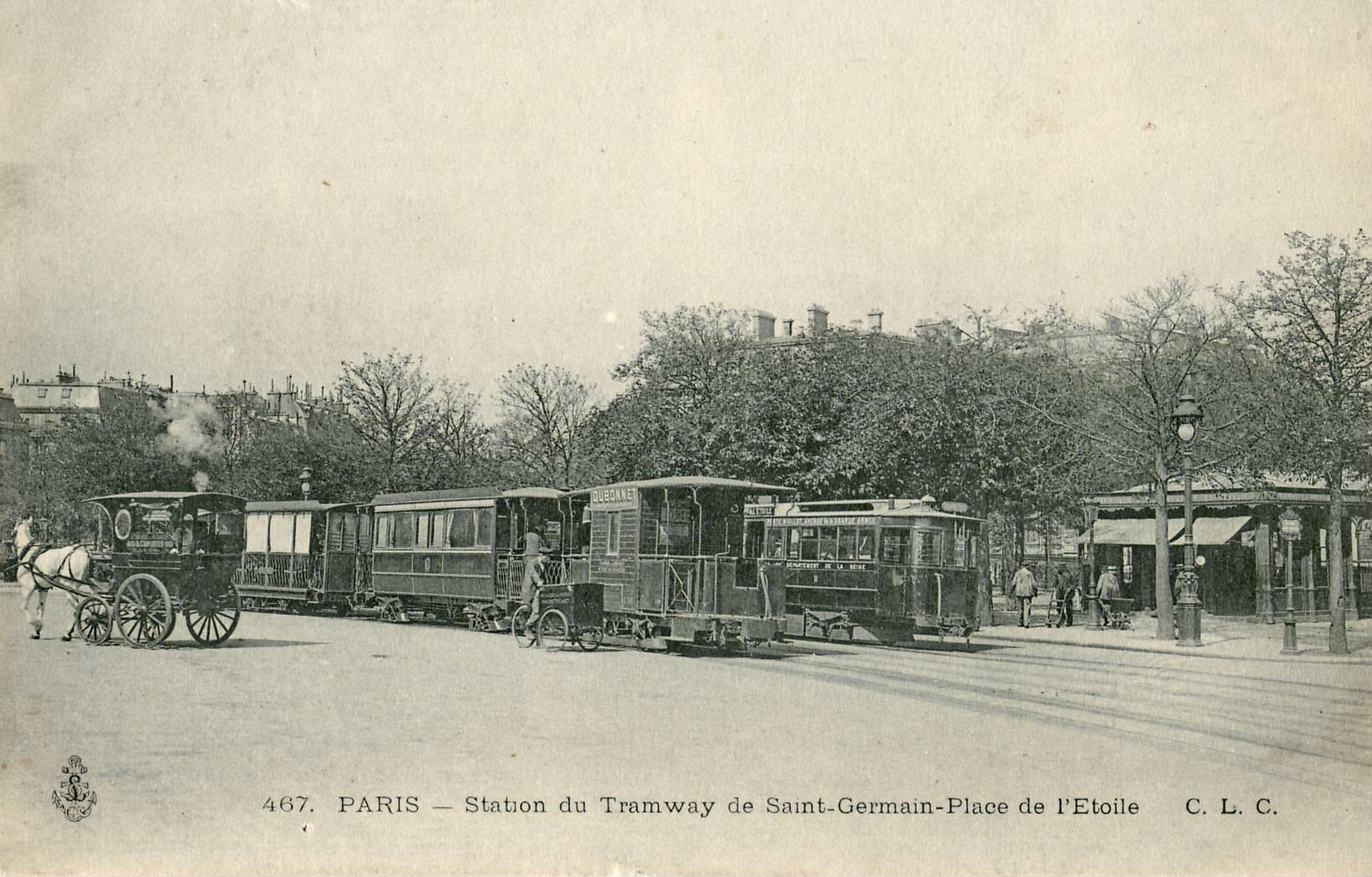
Le terminus de la ligne 10, place de l'Étoile (actuelle place Charles-de-Gaulle).

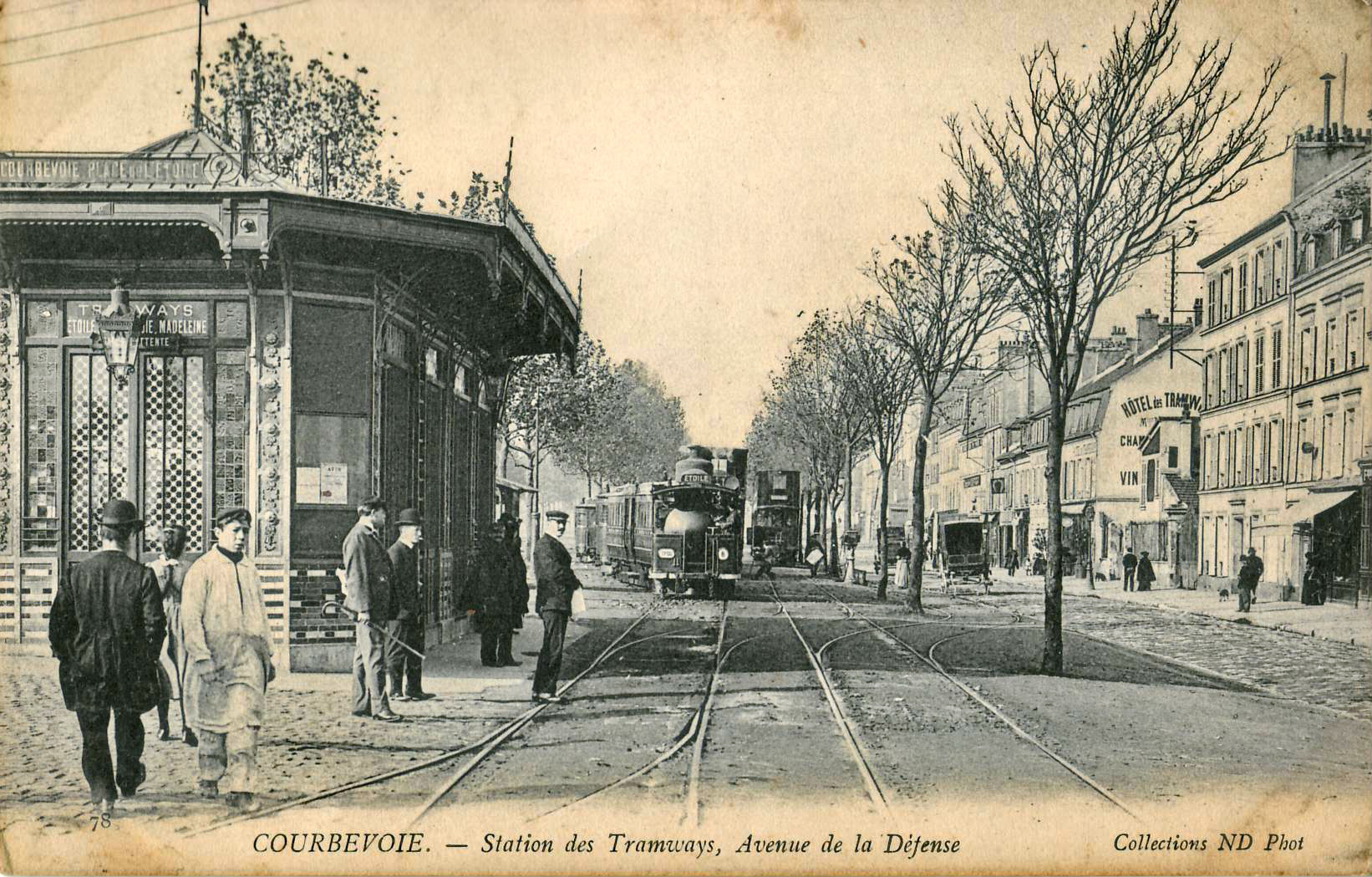
Le terminus intermédiaire de Courbevoie, bien animé sur cette carte postale.

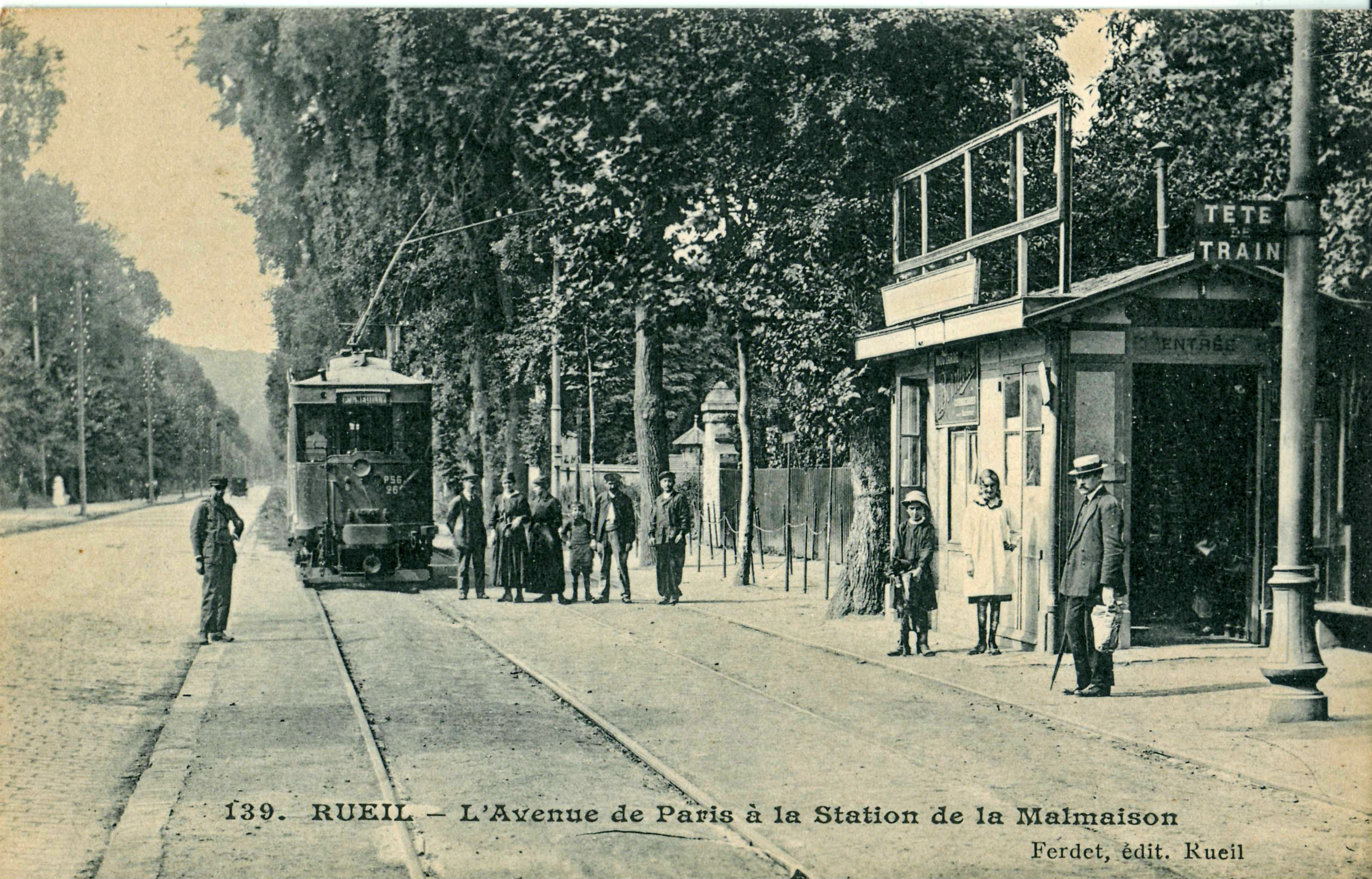
Une motrice de la ligne 10 à la station de la Malmaison.

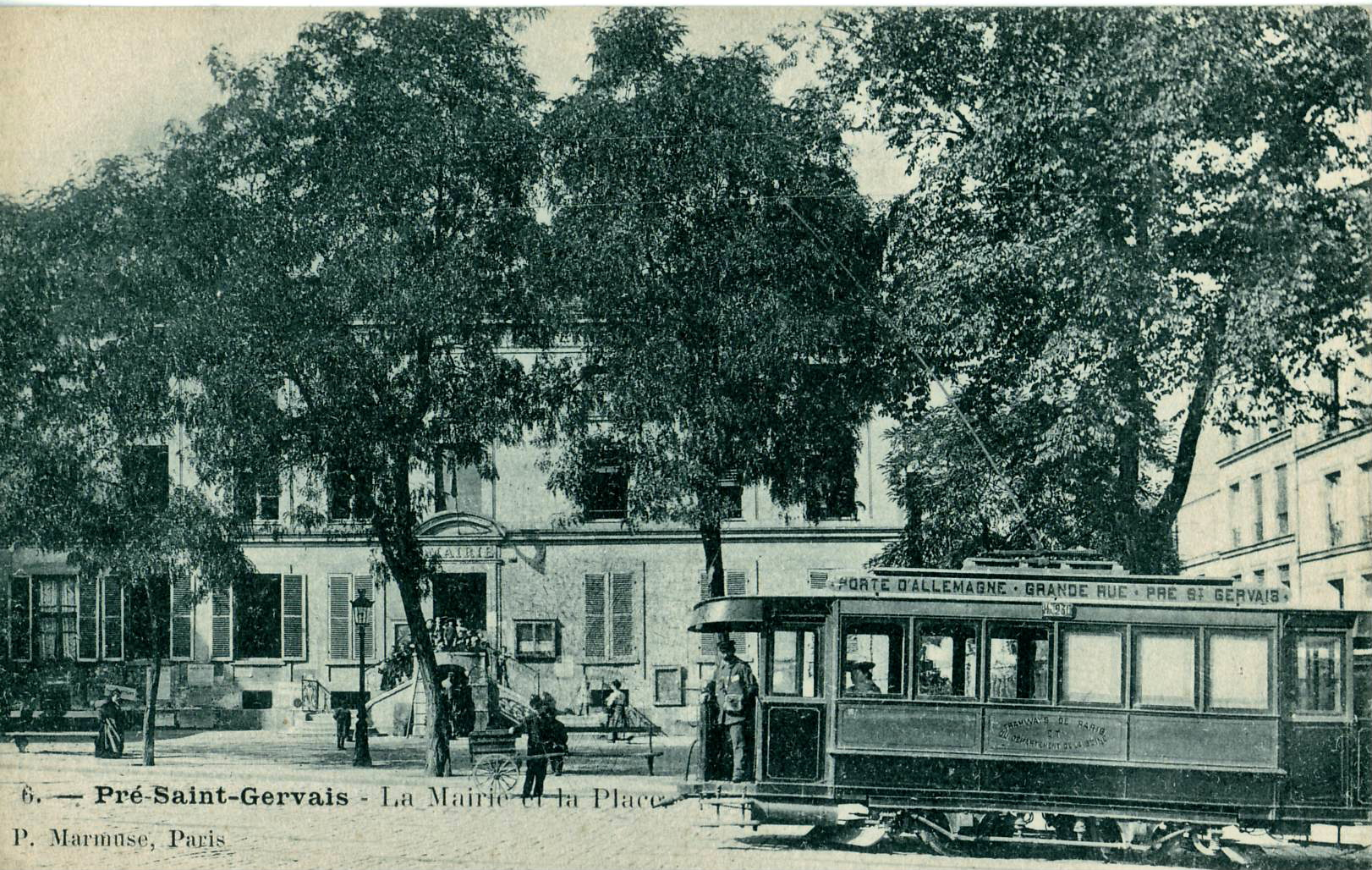
Motrice Versaillaise de 1897, série 1 à 3 au Pré-Saint-Gervais.

Dans son extension maximale avant 1920, le réseau comprenait 22 lignes, indiquées par des lettres puis des chiffres :
- 1 La Madeleine – Pont de Neuilly – Courbevoie ;
- 2 La Madeleine – Pont de Courbevoie – Courbevoie ;
- 3 La Madeleine – Neuilly-sur-Seine (Avenue du Roule – Rue du Château) ;
- 4 La Madeleine – Levallois (Quai Michelet) ;
- 5 La Madeleine – Clichy - Asnières – Gennevilliers ;
- 6 La Madeleine – Colombes (Quatre-Routes) via Boulevard Malesherbes ;
- 7 La Madeleine – Colombes (Quatre-Routes) via Clichy ;
- 8 La Madeleine – Saint-Ouen – Saint-Denis (Rond-Point de Picardie) ;
- 9 Place de l’Étoile – Porte Maillot – Courbevoie-La Défense ;
- 10 Place de l’Étoile – Nanterre – Rueil – Marly-le-Roi – Saint-Germain-en-Laye ;
- 11 Opéra – Saint-Denis (Rond-Point de Picardie) ;
- 12 Opéra – Aubervilliers (Rond-Point du Moutier) ;
- 13 Place de la République – Aubervilliers (Église) ;
- 14 Place de la République – Pantin (Église) ;
- 15 La Trinité (Gare Saint-Lazare) – Enghien (Gare) ;
- 16 Saint-Augustin – Neuilly-sur-Seine (Pont de Puteaux) ;
- 17 Porte Maillot –  Saint-Ouen (Mairie) ;
- 18 Porte Maillot –  Maisons-Laffitte ;
- 19 Porte Maillot – Bezons (quai) ;
- 20 Porte de Clignancourt – Pierrefitte ;
- 21 Porte de Clignancourt – Saint-Denis (hôpital) ;
- 22 Porte de Pantin – Cimetière de Pantin.

## Infrastructure

### La voie
En 1900, les TPDS exploitent un réseau de 24 lignes, d'une longueur totale de 112 km, pour une grande part à voie unique et comprenant des troncs communs, puisque la longueur cumulée des voies, est en fait de  142 km. La voie est réalisée en rails à gorge, de type Broca, à Paris et dans les secteurs de banlieue où la voie est noyée dans la chaussée. En banlieue, lorsque la voie est en accotement, elle est équipée avec des rails de type Vignole.

Rails. De gauche à droite, type UIC 60, type Vignole, type Broca ou à gorge, type double champignon symétrique, et asymétrique.

## Galerie de photographies

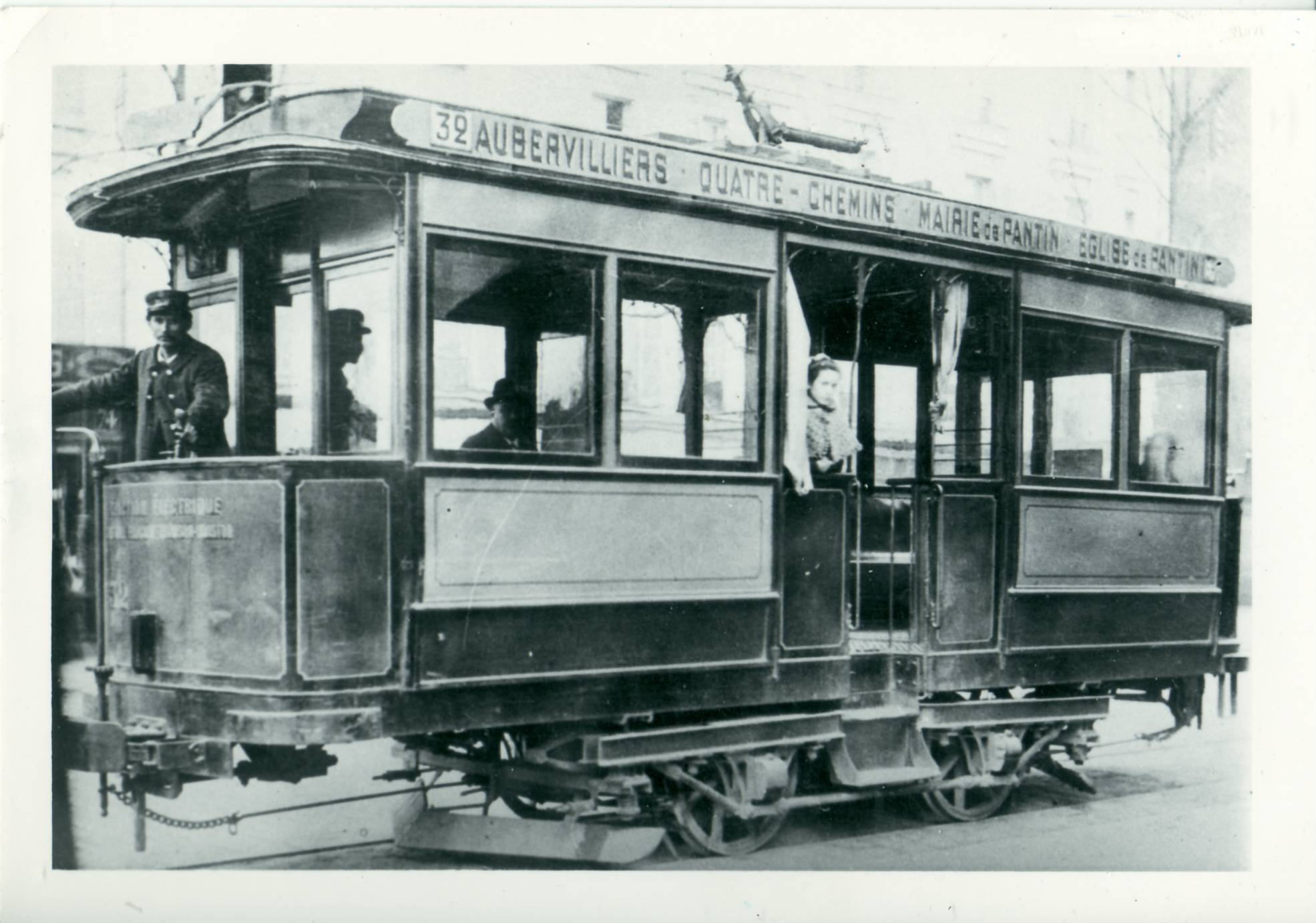
Motrice type PC n°32 de 1899.
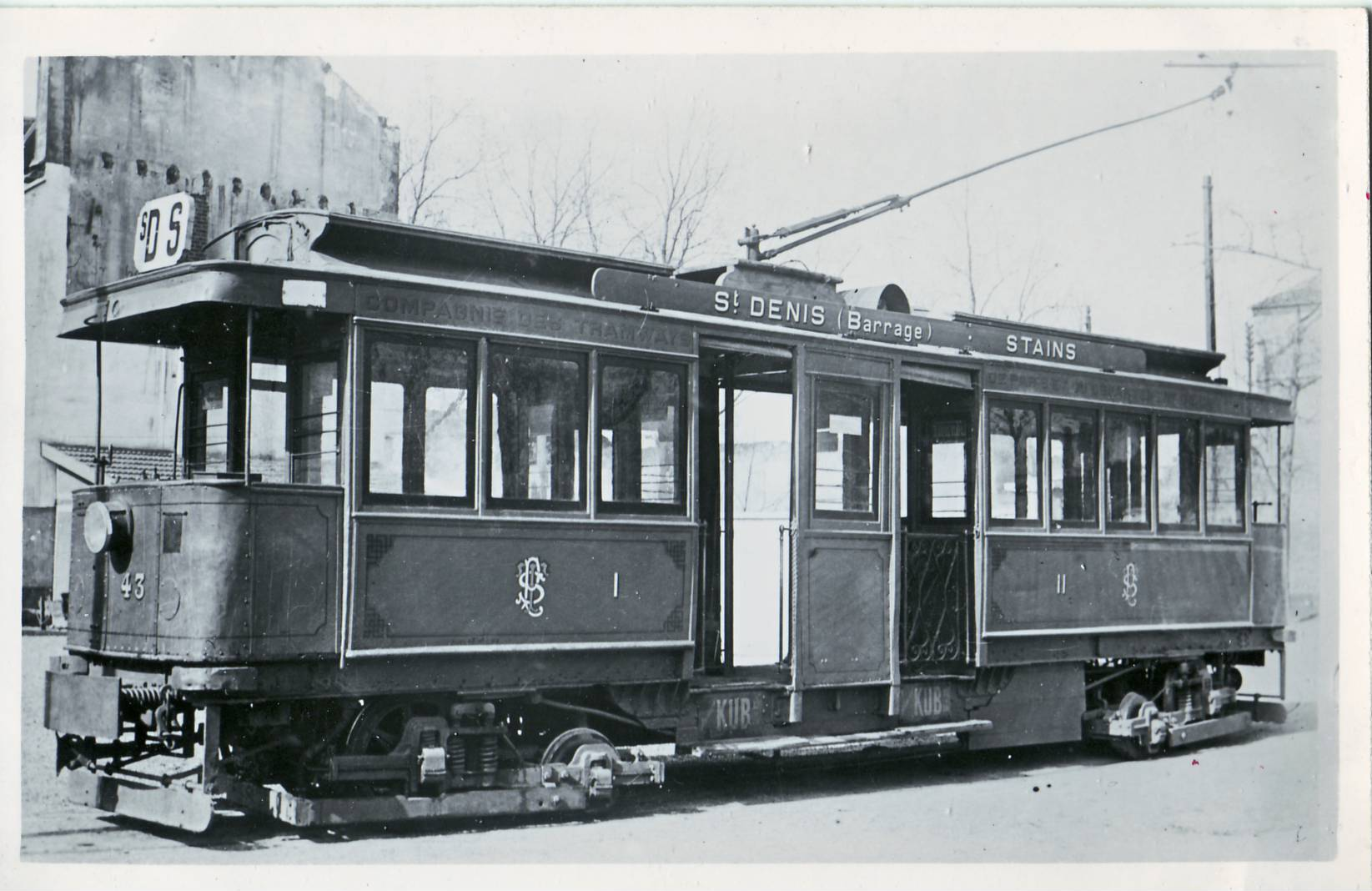
Motrice type RG n°43 de 1905 sur la ligne Saint-Denis - Stains.
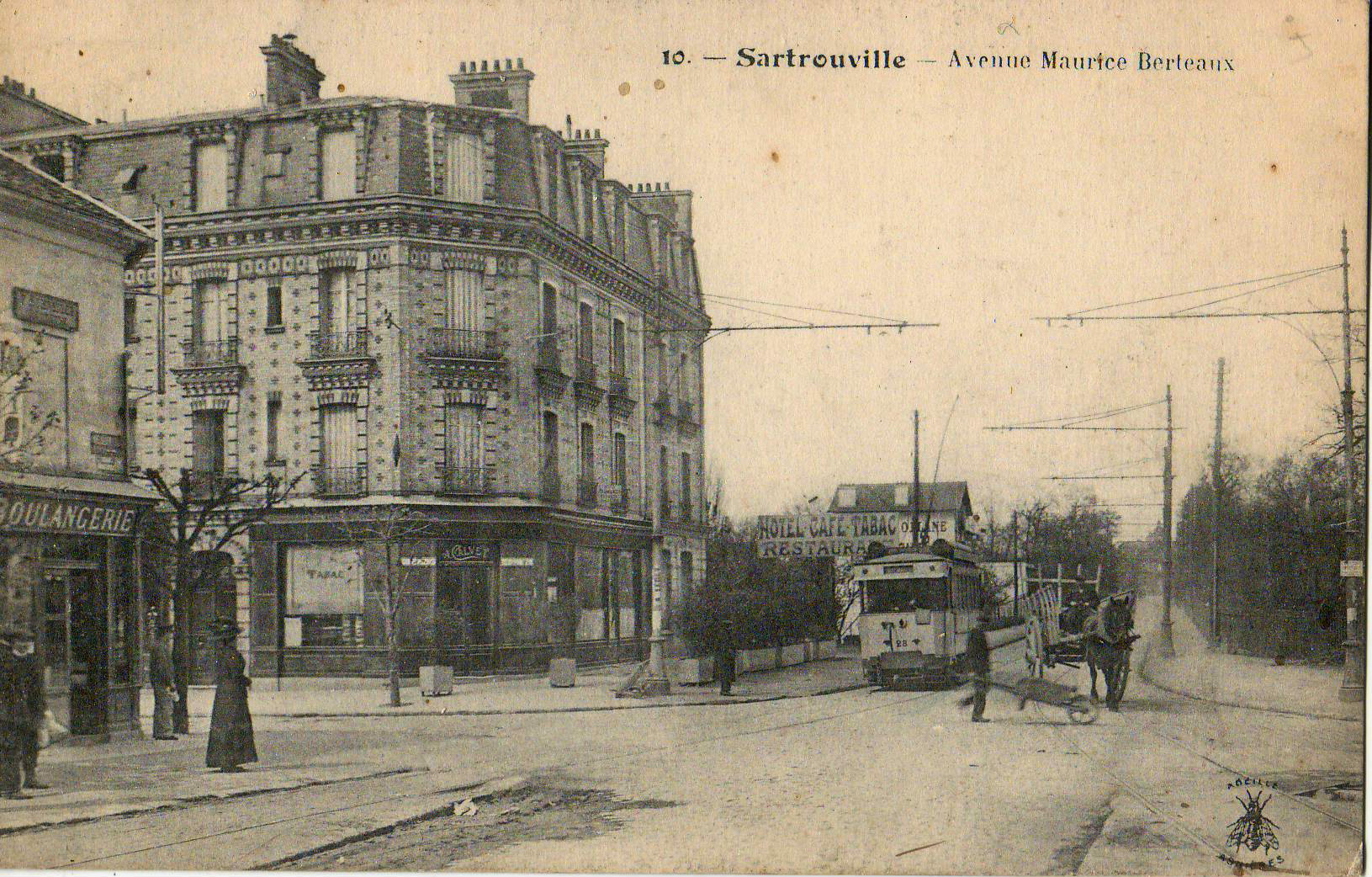
Motrice T 0 à Sartrouville.
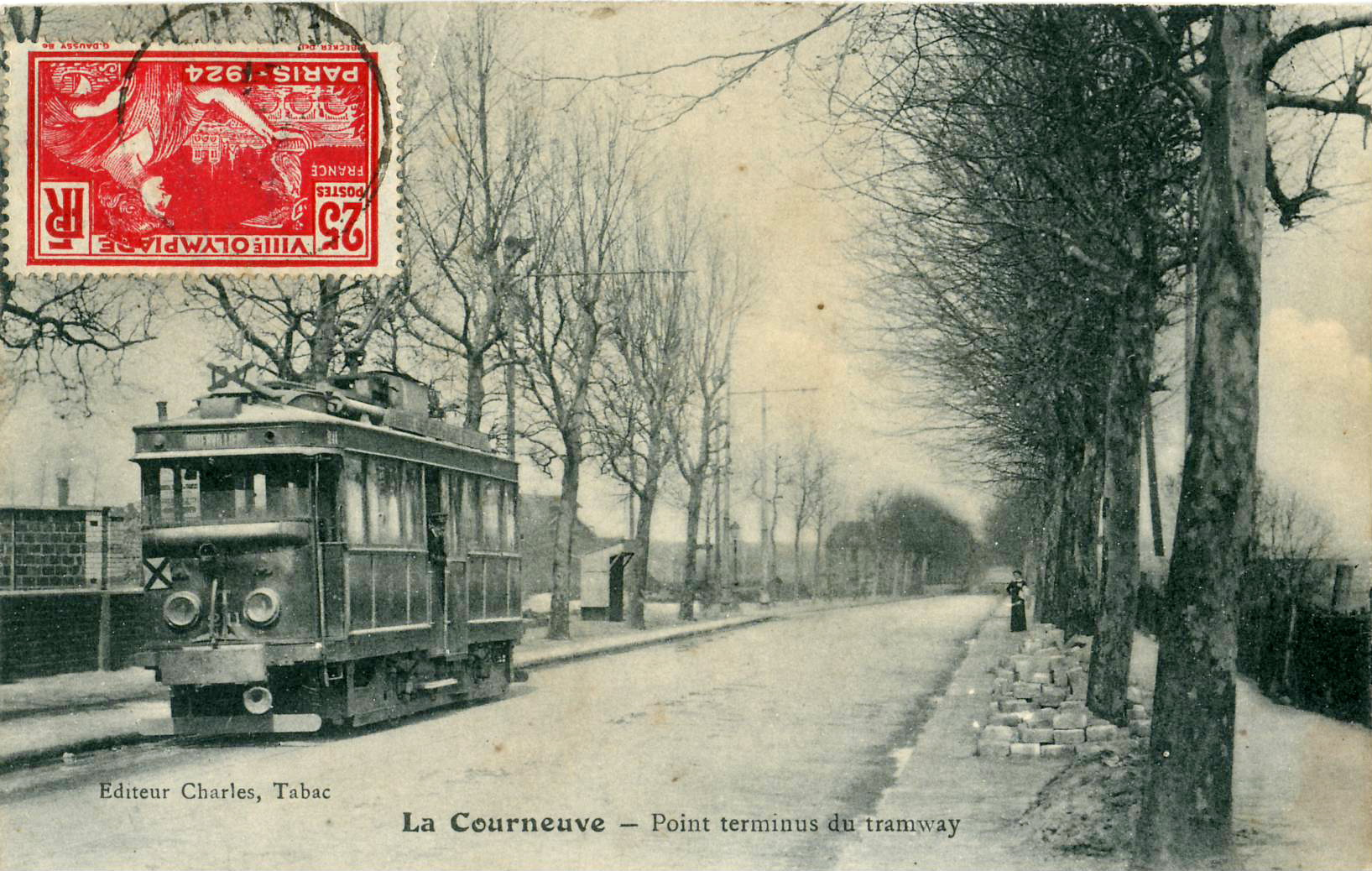
Motrice T 200, ex-A4 transformée à La Coureneuve.

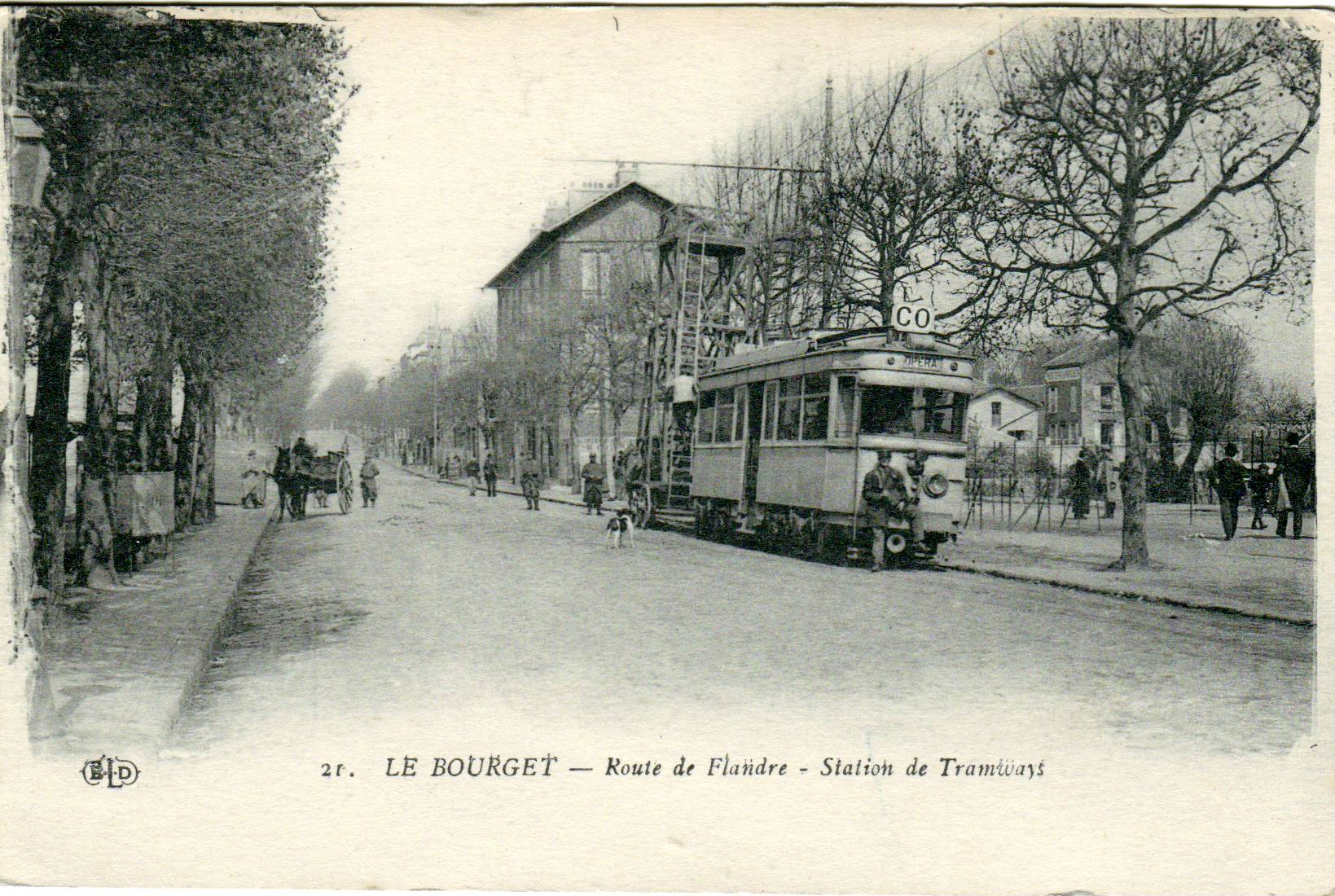
Motrice C au  Bourget, route de Flandre.
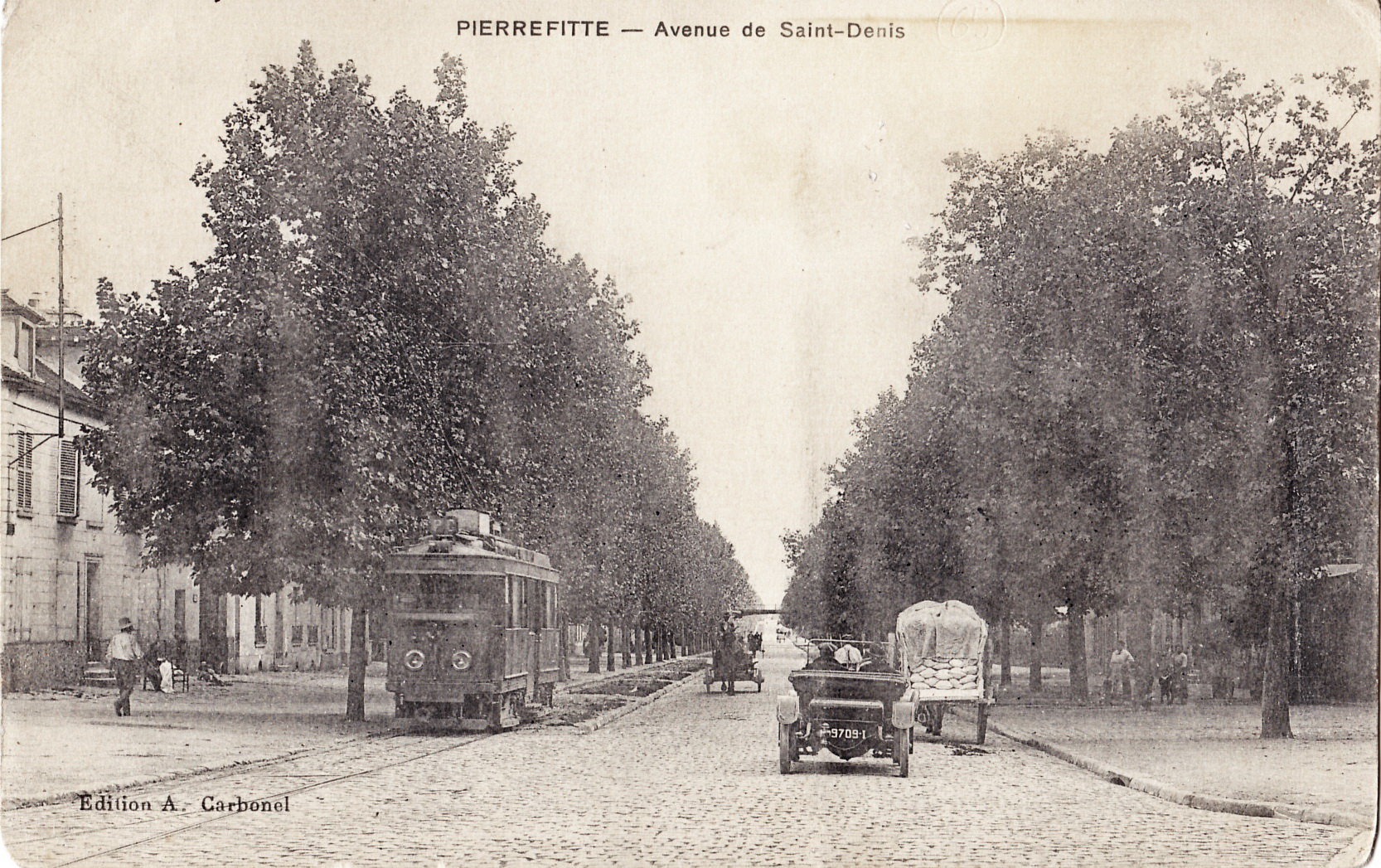
Une motrice à Pierrefitte.
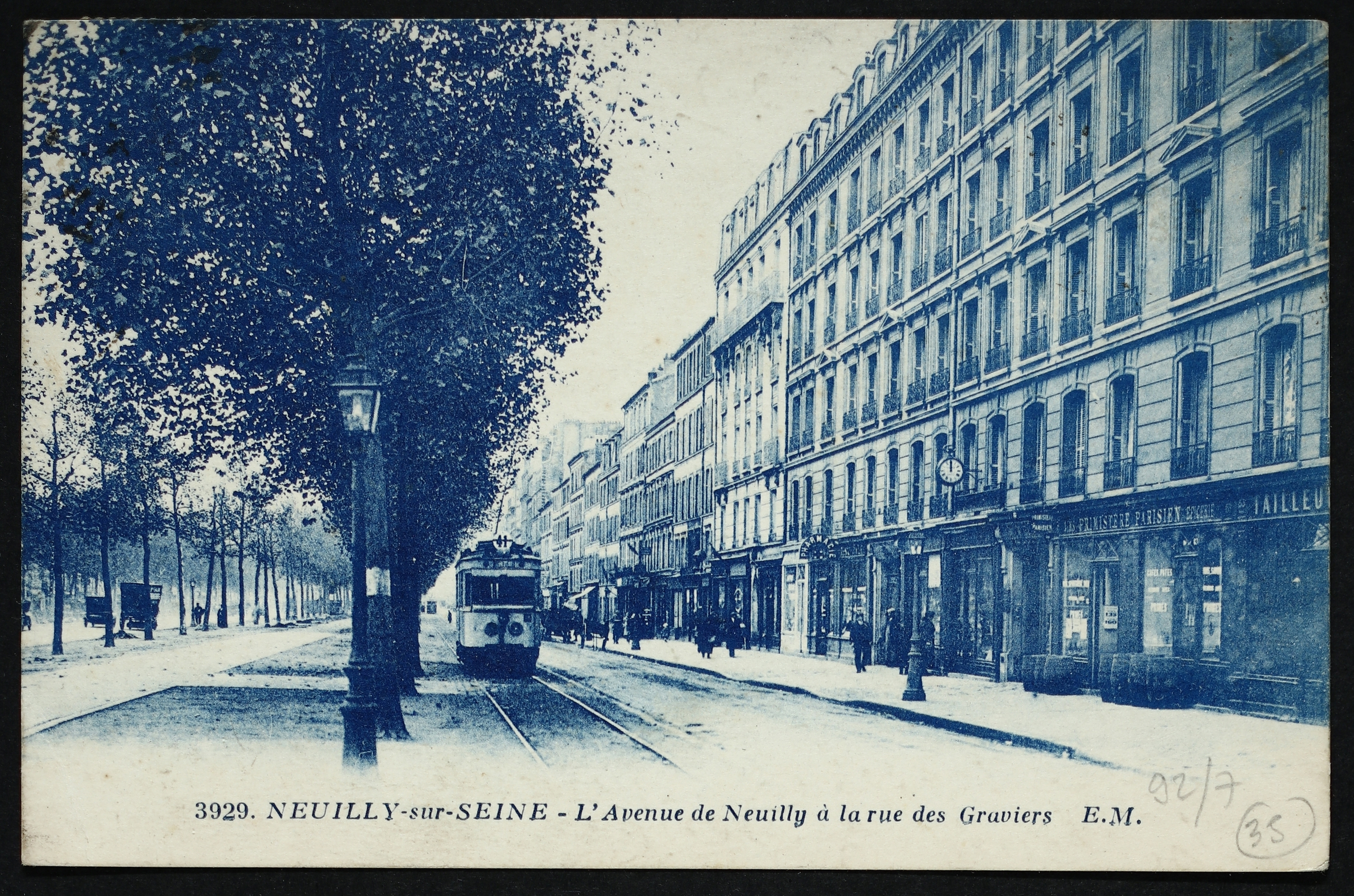
Motrice type C dans l'avenue de Neuilly.
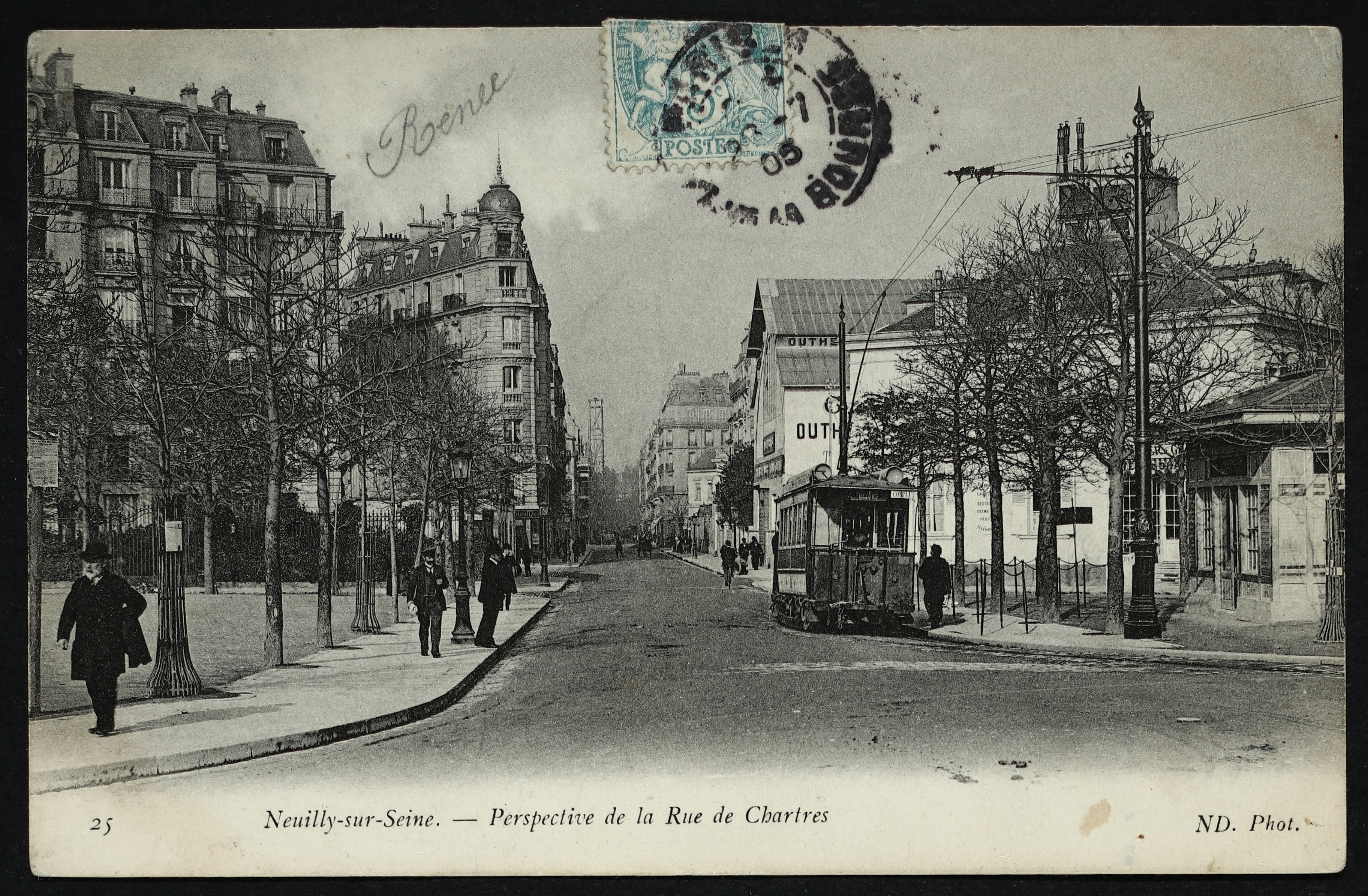
Motrice type Versailles à Neuilly dans la rue de Chartres.